# Полистовский заповедник
Полисто́вский запове́дник — государственный природный заповедник в Псковской области России.
Государственный Полистовский заповедник создан 25 мая 1994 года. Его общая площадь 37 837 гектаров. Вокруг заповедника установлена охранная зона 17 279 гектаров.
Климат района умеренно континентальный, близкий к морскому. Среднегодовая температура воздуха +4,9 °C. Продолжительность вегетационного периода — 175 дней. Средняя продолжительность безморозного периода составляет 143 дня.

## История
Заповедник «Полистовский» расположен в Бежаницком и Локнянском районах Псковской области. Два заповедника, Полистовский и Рдейский (в Новгородской области), были организованы в 1994 году для сохранения и изучения массива сфагновых болот южной тайги — Полистово-Ловатской системы верховых болот Валдайской возвышенности на водоразделе рек Полисть и Ловать.

## Флора
На территории заповедника насчитывается 45 видов лишайников, 113 видов мхов, из которых 26 видов принадлежат к роду Sphagnum. Список сосудистых растений насчитывает 450 видов. Среди них 11 видов, включенных в Красную книгу Псковской области, а пальчатокоренник балтийский включен в Красную книгу РФ. Типичными растениями полистовских болот являются карликовая берёза, клюква болотная, морошка, росянка длиннолистная и круглолистная, шейхцерия болотная. Редкие виды растений: сфагнум нежный, сфагнум Линдберга, сфагнум болотный, гаммарбия болотная.

## Фауна
В заповеднике отмечено 57 видов ракообразных, 21 вид коловраток. Фауна макробеспозвоночных представлена 90 видами. Список рыб насчитывает 2 вида: щука и окунь обыкновенный.